# Czechman
Czechman, czekman (tur. czekman - długa szata) – wierzchni ubiór z rękawami pochodzenia wschodniego, noszony przez mężczyzn w XVIII wieku, krojem zbliżony do kontusza i podobnie jak on noszony na żupan. 
Najczęściej szyty z sukna lub aksamitu, z podszewką z tej samej tkaniny co żupan.
W odróżnieniu od kontusza, czechman zapinano pod szyję, zaś jego rękawy nałożone były na ręce, a nie odrzucane do tyłu. 